# حاجی‌آباد سرکش
حاجی آباد سرکش روستایی در دهستان افین بخش زهان شهرستان زیرکوه استان خراسان جنوبی ایران است. بر پایه سرشماری عمومی نفوس و مسکن در سال ۱۳۹۰ جمعیت این روستا ۲۸ نفر (در ۸ خانوار) بوده است.